# 춘천중학교
춘천중학교(春川中學校)는 대한민국 강원특별자치도 춘천시 중앙로3가에 있는 공립 중학교이다.

## 학교 연혁
- 1924년 3월 31일 : 5년제 관립 춘천고등보통학교 설립 인가
- 1924년 4월 25일 : 관립 춘천고등보통학교 개교
- 1929년 3월 3일 : 제1회 졸업식 거행
- 1939년 3월 3일 : 공립 춘천중학교로 교명 변경
- 1950년 6월 1일 : 학제 변경으로 중학교와 고등학교 분리
- 1952년 3월 27일 : 제1회(통산 24회) 졸업식 거행
- 2023년 3월 1일 : 제33대 이경옥 교장 부임
- 2025년 1월 8일 : 제74회(통산97회) 졸업 (227명, 총 31,655명 졸업)
- 2025년 3월 4일 : 신입생 입학(260명)

## 참고 자료
- 춘천중학교 - 한국교육학술정보원 학교알리미